# Bard (Loira)
 Bard  es una población y comuna francesa, situada en la región de Auvernia-Ródano-Alpes, departamento de Loira, en el distrito de Montbrison y cantón de Montbrison.

## Demografía
| 404 | 335 | 343 | 418 | 518 | 578 |
| Para los censos de 1962 a 1999 la población legal corresponde a la población sin duplicidades (Fuente: INSEE [Consultar]) |     |     |     |     |     |